# Мижуева
Мижуева — деревня в Кудымкарском районе Пермского края. Входит в состав Егвинского сельского поселения. Располагается на левом берегу Егвы севернее от города Кудымкара. Расстояние до районного центра составляет 20 км. По данным Всероссийской переписи населения 2010 года, в деревне проживало 256 человек (118 мужчин и 138 женщин).

## История
По данным на 1 июля 1963 года, в деревне проживало 152 человека. Населённый пункт входил в состав Алековского сельсовета.